# Cleveland Rockers
El Cleveland Rockers és un equip que va jugar des de 1997 fins al 2003. Els Rockers van ser un dels primers vuit franquícies de la WNBA, que es va iniciar el 1997. L'amo era Gordon Gund, qui en aquest moment també era propietari de Cleveland Cavaliers de la NBA. Al setembre de 2003, Gund, va anunciar que el seu Gund Arena de l'empresa deixaria d'operar en el Rockers. L'equip de doblegat després de la temporada 2003, la lliga no va ser capaç de trobar un nou propietari per a l'equip.

## Història de la franquícia
La ciutat de Cleveland se li va concedir un dels primers vuit franquícies de la WNBA. Els Rockers de Cleveland van obtenir el seu sobrenom de Rock and Roll de Cleveland Saló de la Fama. En 1997, van començar amb jugadors com Isabelle Fijalkowski i ex membre de The Harlem Globetrotters Lynette Woodard, qui havia estat el primer jugador en la història de les dones Globetrotter.
Els Rockers va acabar 15-13 a la primera temporada de la WNBA això, falten els playoffs en 1997. En 1998, els Rockers es va anar 20-10 i va guanyar el títol de la Conferència Est. No obstant això, els Rockers van perdre davant els Phoenix Mercury en la WNBA semifinals (abans de la WNBA dividir els playoffs per la conferència).
Els Rockers va tenir la seva millor temporada regular en 2001, passant 22-10 i guanyar la Conferència de l'Est, aconseguir la llavor # 1. No obstant això, els Rockers seria fins de composició pel Charlotte Sting de la 1 a ronda, perdent dos jocs a un. Els Rockers 2002 va caure un 12 jocs per sobre de la marca de l'any anterior, registrant un rècord de 10-22. En 2003, els Rockers aniria 17-17, suficient perquè la llavor # 4 en l'Est, però, cauria en la primera ronda dels playoffs a l'eventual campió Detroit Shock, 2-1. 2003 va ser l'última aparició en els playoffs Rockers '. Aquest és també l'únic equip a la WNBA per qualificar per als playoffs en la seva temporada passada de joc.

## Impecable
Després de la temporada 2002, el Gunds decidir comprar els Rockers de la WNBA, pel que sembla assegurar el futur Rockers. No obstant això, tot i fildeo equips competitius i amb l'assistència decent per a la majoria dels jocs, la família Gund van decidir que no volien utilitzar el Rockers després de la temporada 2003. No s'ha trobat la propietat local per a l'equip, obligant als Rockers de vegades. Els Rockers va deixar de funcionar després de 7 temporades, registrant un rècord històric de 108 a 112. Això no tornaria a passar fins que el 2008, quan el Houston Comets va cessar les seves operacions a causa de la manca de propietat.